# Giacomo Insanguine
Giacomo Antonio Francesco Paolo Michele Insanguine zvaný Monopoli (* 22. března 1728 Monopoli – 1. února 1795 Neapol) byl italský hudební skladatel, varhaník a pedagog.

## Život
Narodil se v italské Apulii, v městečku Monopoli. V jedenácti letech vstoupil do neapolské konzervatoře Conservatorio dei Poveri di Gesù Cristo, kde studoval až do roku 1743, kdy byla škola uzavřena. Přestoupil na konzervatoř Conservatorio di Sant'Onofrio a Porta Capuana a stal se žákem znamenitých pedagogů Girolama Abose a Francesca Durante. U Duranteho studoval hru na violoncello i po absolvování konzervatoře až do Durantovy smrti v roce 1755.
V roce 1756 debutoval v divadle Teatro dei Fiorentini s operou Lo funnaco revotato. Následovala řada komických oper hraných převážně v Neapoli. Po roce 1770 se styl jeho práce změnil. Komponoval dramatické opery a kromě Neapole je uvedl i v Římě, Benátkách a v Turíně.
23. srpna 1767 se stal učitelem na konzervatoři Sant'Onofrio, v roce 1774 druhým varhaníkem neapolské katedrály a v roce 1781 prvním varhaníkem. Svou kariéru operního skladatele ukončil v divadle San Carlo v roce 1782 nepříliš úspěšnou operou Calipso. V roce 1785 se stal prvním mistrem z konzervatoře Sant'Onofrio, které a jím zůstal až do své smrti 1. února 1795.

## Dílo

### Opery
- Lo funnaco revotato (commedia per musica, libreto Pasquale Mililotti 1756, Neapol)
- La Matilde generosa (commedia per musica, 1757, Neapol)
- Demetrio (dramma per musica, libreto Pietro Metastasio, 1759, Řím)
- Le sorelle tradite (commedia per musica, 1759, Neapol)
- Il Monte Testaccio (intermezzi, spolupráce Antonio Sacchini, 1760, Řím)
- L'astuto balordo (commedia per musica, spolupráce Niccolò Piccinni, 1761, Neapol)
- La furba burlata (commedia per musica, libreto Antonio Palomba, spolupráce Nicola Bonifacio Logroscino a Niccolò Piccinni, 1762, Neapol)
- L'innamorato balorodo (commedia per musica, libreto Pietro Neapol-Signorelli, spolupráce Nicola Bonifacio Logroscino a Giuseppe Geremia, 1763, Neapol)
- Monsieur Petitone (commedia per musica, libreto Antonio Palomba, spolupráce Niccolò Piccinni, 1763, Neapol)
- Le viaggiatrici di bellumore (commedia per musica, libreto Pietro Neapol-Signorelli, spolupráce Nicola Bonifacio Logroscino, 1763, Neapol)
- La giocatrice bizzarra (commedia per musica, libreto Antonio Palomba, spolupráce Gaspare Gabellone, 1764, Neapol)
- Il nuovo Bellisario (commedia per musica, 1765, Neapol)
- La vedova capricciosa (commedia per musica, libreto Antonio Palomba, spolupráce Carlo Franchi, 1765, Neapol)
- Le quattro malmaritate (commedia per musica, libreto Antonio Palomba, 1766, Neapol)
- Musica per un'opera sconosciuta (1766, Palermo)
- L'osteria di Marechiaro (commedia per musica, libreto Francesco Cerlone, 1768, Neapol)
- La finta semplice ossia Il tutore burlato (commedia per musica, libreto Pasquale Mililotti, 1769, Neapol)
- Pulcinella vendicato del ritorno del Marechiaro (farsetta, libreto Francesco Cerlone, po přepracování L'osteria di Marechiaro, 1769, Neapol)
- La Didone abbandonata (dramma per musica, libreto Pietro Metastasio, 1770, Neapol)
- La dama bizzarra (commedia per musica, libreto G. Ciliberti, 1770, Neapol)
- Eumene (dramma per musica, libreto Apostolo Zeno, spolupráce Gian Francesco de Majo a Pasquale Errichelli, 1771, Neapol)
- Merope (dramma per musica, libreto Apostolo Zeno, 1772, Benátky)
- Arianna e Teseo (dramma per musica, libreto Pietro Pariati, 1773, Neapol)
- Adriano in Siria (dramma per musica, libreto Pietro Metastasio, 1773, Neapol)
- Le astuzie per amore (commedia per musica, libreto Pasquale Mililotti, 1777, Neapol)
- Pulcinella finto maestro di musica (farsetta, libreto Antonio Casaccia, 1777, Neapol)
- Eumene (dramma per musica, libreto Apostolo Zeno, 1778, Turín)
- La locandiera strega (farsetta, libreto Antonio Palomba, 1778, Cosenza)
- Medonte (dramma per musica, libreto Giovanni De Gamerra, 1779, Neapol)
- Montezuma (dramma per musica, libreto Vittorio Amedeo Cigna-Santi, 1780, Turín)
- Calipso (dramma per musica, 1782, Neapol)
- další jednotlivé operní a koncertní árie

### Chrámová díla
- I voti di David per Salomone (kantáta pro tři hlasy a orchestr, 1775)
- Cantata per la traslazione del sangue di San Gennaro
- La via della croce (kantáta pro dva hlasy, housle a basso continuo)
- Passio del Venerdì Santo (kantáta pro 4 hlasy, kontrabas a varhany)
- 6 mší pro 4 hlasy a orchestr
- Kyrie per 3 voci e basso continuo
- Christus et Miserere
- 3 Miserere
- Benedictus per 2 voci e basso continuo
- 3 Dixit
- 2 Te Deum
- Exultando jam venite (moteto pro 4 hlasy a orchestr
- Et in saecula saeculorum per doppio coro e basso continuo
- In tam fera et rea procella per soprán a orchestr
- Quoniam pro soprán, hoboj, trubku a basso continuo

### Spisy
- Regole con moti di basso, partimenti e fughe
- Scale, salti e solfeggi